# Chirothecia
Genre
Synonymes
- Partona Simon, 1901

Chirothecia est un genre d'araignées aranéomorphes de la famille des Salticidae.

## Distribution
Les espèces de ce genre se rencontrent en Amérique du Sud et au Panama.

## Liste des espèces
Selon World Spider Catalog (version 18.0, 22/03/2017) :
- Chirothecia amazonica Simon, 1901
- Chirothecia botucatuensis Bauab, 1980
- Chirothecia clavimana (Taczanowski, 1871)
- Chirothecia crassipes Taczanowski, 1878
- Chirothecia daguerrei Galiano, 1972
- Chirothecia euchira (Simon, 1901)
- Chirothecia minima Mello-Leitão, 1943
- Chirothecia rosea (F. O. Pickard-Cambridge, 1901)
- Chirothecia semiornata Simon, 1901
- Chirothecia soaresi Bauab, 1980
- Chirothecia soesilae Makhan, 2006
- Chirothecia uncata Soares & Camargo, 1948
- Chirothecia wrzesniowskii Taczanowski, 1878

## Publication originale
- Taczanowski, 1878 : Les Aranéides du Pérou. Famille des Attides. Bulletin de la Société impériale des naturalistes de Moscou, vol. 53, p. 278-374.